# Trinity Lakes
Die Trinity Lakes sind drei zusammenliegende Gebirgsseen im Southland District der Region Southland auf der Südinsel von Neuseeland.

## Geographie
Die Trinity Lakes befinden sich an der westlichen, südwestlichen und südlichen Flanke des 1381 m hohen Precipice Peak und zwischen 1,2 km bis 2 km westlich des South Arm des Lake Manapouri.
- Der südwestliche See von den Dreien, der auf einer Höhe von ca. 970 m liegt, besitzt eine Flächenausdehnung von rund 11,4 Hektar, bei einem Seeumfang von rund 1,27 km, einer Länge von rund 404 m in Ost-West-Richtung und einer maximalen Breite von 395 m in Nord-Süd-Richtung. Er entwässert in den südöstlichen See.
- Der nördliche See, der auf einer Höhe von ca. 1025 m liegt, besitzt eine Flächenausdehnung von rund 7,8 Hektar, bei einem Seeumfang von rund 1,39 km, einer Länge von rund 593 m in Nord-Süd-Richtung und einer maximalen Breite von 183 m in Ost-West-Richtung. Er entwässert ebenfalls in den südöstlichen See.
- Der südöstliche See, der auf einer Höhe von ca. 865 m liegt, besitzt eine Flächenausdehnung von rund 9,5 Hektar, bei einem Seeumfang von rund 1,19 km, einer Länge von rund 460 m in Südwest-Nordost-Richtung und einer maximalen Breite von 293 m in Nordwest-Südost-Richtung. Er entwässert in den South Arm des Lake Manapouri.[2][1]